# Jereslavec
Jereslavec je naselje u Općini Brežice u istočnoj Sloveniji. Jereslavec se nalazi u pokrajini Štajerskoj i statističkoj regiji Donjoposavskoj. 

## Stanovništvo
Prema popisu stanovništva iz 2002. godine Jereslavec je imao 156 stanovnika.

### Etnički sastav
1991. godina:
- Slovenci: 135 (95,1%)
- Hrvati: 6 (4,2%)
- Mađari: 1

## Vanjske poveznice
- Satelitska snimka naselja  Arhivirana inačica izvorne stranice od 29. srpnja 2017. (Wayback Machine)